# Осинки (Курская область)
Осинки — посёлок в Железногорском районе Курской области. Входит в состав Разветьевского сельсовета.

## География
Расположен в 7 км к западу от Железногорска. Высота над уровнем моря — 225 м. Ближайший населённый пункт — село Трояново.

## История
В XIX веке нынешний посёлок Осинки назвался Лозовой и был хутором. Население хутора составляли казённые крестьяне. В 1866 году здесь было 7 дворов, проживали 83 человека (44 мужского пола и 39 женского). В то время хутор входил в состав Дмитровского уезда Орловской губернии.
В 1926 году в посёлке было 15 дворов, проживало 92 человека (44 мужского пола и 48 женского). В то время Осинки входили в состав Ажовского сельсовета Долбенкинской волости Дмитровского уезда. С 1928 года в составе Михайловского (ныне Железногорского) района. В 1937 году в посёлке было 13 дворов. На карте этого периода посёлок обозначен под двойным названием «Осинки, Лозовка».

## Население
| 1866 | 1926 | 1979 | 2002 | 2010 |
| ---- | ---- | ---- | ---- | ---- |
| 83   | ↗92  | ↘15  | ↘3   | ↗5   |